# Epiperipatus edwardsii
Epiperipatus edwardsii är en klomaskart som först beskrevs av Blanchard 1847.  Epiperipatus edwardsii ingår i släktet Epiperipatus och familjen Peripatidae. Inga underarter finns listade i Catalogue of Life.